# Булат-Єлга
Була́т-Єлга́ (рос. Булат-Елга, башк. Булатйылға) — присілок у складі Янаульського району Башкортостану, Росія. Входить до складу Новоартаульської сільської ради.
Населення — 74 особи (2010; 98 у 2002).
Національний склад:
- башкири — 82 %